# Sabini
I Sabini furono un antico popolo italico dell'Italia centrale, vissuto in epoca arcaica. La loro zona di insediamento era la fascia appenninica, in corrispondenza di parte dell'odierna provincia di Rieti e della confinante regione dell'alto Aterno in provincia dell'Aquila.

## Etnonimo
Derivavano per migrazione direttamente da stirpi di Cultura appenninica Osco-Umbre ed appartenevano allo stesso gruppo etnico dei Sanniti, dei Marsi e dei Sabelli, come è attestato dal comune etnonimo di safineis (in greco antico σαφινείς) e dai toponimi safinim e safina (all'origine dei termini Sannio e Sabina).
Si trattava di popolazioni legate da antichi rapporti di sangue riassumibili nell’antica tradizione conservata da Varrone e Strabone sugli stretti rapporti esistenti fra Sabini e Sanniti, a Sabinis orti nell’ambito di migrazioni compiute dalle tribu' secondo il rito sacro del ver sacrum, che si poneva alle origini leggendarie anche di altri popoli dell’Italia centrale cui venivano riconosciuti collegamenti con i Sanniti stessi, quali i Piceni e gli Irpini e i Sabini.
Questa tradizione trova oggi fondamenti consistenti nella corrispondenza del nome osco del Sannio (Safinim), documentato intorno al 120 a.C. da un’iscrizione del santuario di Pietrabbondante Bovianum Vetus, con i riferimenti delle stele funerarie di Penna Sant’Andrea in provincia di Teramo a una Safinas tutas
Testo: A. Marinetti 1985:
brímeidinais⁝ epe[                  ]psúq⁝ qoras⁝
qdufenúí
]rtúr⁝ brímeqlúí⁝ alíntiom⁝ okreí⁝ safina[/
]nips⁝ toúta⁝ tefeí⁝ posmúi⁝ praistaínt⁝ a[
di cui facevano parte le genti che abitavano i territori subito a sud del fiume Vomano ; queste tombe proclamavano con le loro stele, nei pressi dell’importante santuario di Monte Giove, la pertinenza etnica di tali genti ai confini settentrionali dell’area safina, in un’epoca (V sec. a.C.) in cui era già ben definita la distinzione etnica con le vicine genti picene che occupavano i territori a nord del Vomano, fra cui anzitutto i Praetutii , mentre non era ancora entrata nel sentire comune quella fra Sabini e Sanniti, consolidatasi solo a partire dalla metà del IV sec. a.C.
Rispetto alla possibile etimologia del nome Plinio scrive che: «I Sabini secondo alcuni sono chiamati Sebini a causa della loro religiosità e pietà» (dal verbo greco sébomai = venero, onoro).
Altri fanno risalire l'etimologia della parola alla radice indo-europea *s(w)e-bh(o)-, all'origine anche del termine germanico sibja (parentela di sangue), conservato nell'inglese in sib e sibling, e dell'antico termine indiano sabh (assemblea, congregazione, società).

## Storia

### Le origini e il territorio
Plutarco e Dionigi spiegavano l'assenza di mura difensive nelle città sabine con la loro discendenza dagli Spartani.

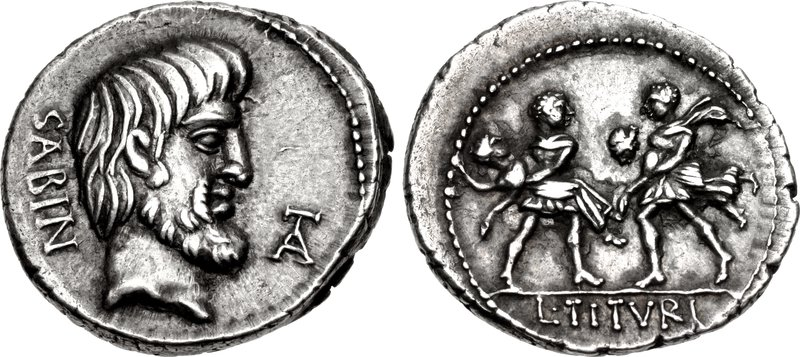
Denario romano dell'89 a.C.. Raffigurati Tito Tazio e il ratto delle Sabine

Per altro Dionigi cita i Sabini in relazione agli Aborigeni, probabilmente popolazione di origine Neolitica, ai quali avrebbero sottratto la loro capitale Lista, con un'azione bellica a sorpresa partita da  Amiternum, costringendoli a riparare a Rieti.
Secondo una ipotesi moderna, le popolazioni italiche di epoca storica, quali i Sabini, Umbri, Volsci, Sanniti, Marsi, appartenenti tutte al gruppo di lingue indoeuropee osco-umbre, si sarebbero stanziate in Italia, a seguito di migrazioni via terra, lungo la dorsale appenninica, seguendo un percorso da nord a sud, comunque in un'epoca successiva a quella della migrazione dei Latini in Italia.
Lo storico Strabone scrive che "i Sabini conducevano una lunga guerra contro gli Umbri. In quel periodo dedicarono ad Ares tutti i figli che nascevano e quando questi furono adulti li mandarono via alla ricerca di nuove terre. Un toro guidò il loro cammino e quando giunse nella terra degli Opici, il toro giacque a terra per riposare. I Sabini allora scacciarono gli Opici e si accamparono in quella regione. Secondo quanto avevano detto i loro indovini sacrificarono il toro ad Ares, che lo aveva concesso loro per guida".
Per un'altra ipotesi, l'origine dei Sabini sarebbe da ricercarsi nell'antico uso dei popoli italici, passato poi anche agli stessi Sabini, del ver sacrum, di consacrare i nati nello stesso anno al dio Marte e, una volta ventenni, spinti a lasciare le proprie terre per fondare nuove città. Gabba osserva che: «il
ver sacrum è testimoniato in Italia per le popolazioni umbro-sabelliche e non è mai attestato in ambito etrusco»
Per altri dalla comunanza tra la lingua sabina, apparentata col gruppo Osco, che a sua volta era affine alla lingua umbra, ne discenderebbe la discendenza dei Sabini dagli Umbri.
Dalle popolazioni di origine Sabellica, in epoca arcaica sempre in seguito alla cerimonia del ver sacrum, si sarebbero poi originati i Sabini, i Sanniti, i Piceni, i Marsi, i Bovani e probabilmente anche gli italioti.
Ai Sabini è legata la nascita della via Salaria, arteria costruita durante l'impero romano che collegava le saline alla foce del Tevere con l'adriatico.

### Epoca Arcaica

#### Dall'VIII al VI secolo a.C.

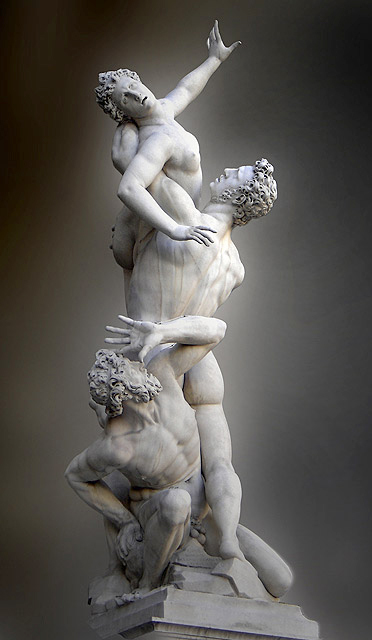
Ratto delle Sabine di Giambologna

Secondo la leggenda romana, i primi contatti tra Sabini e i progenitori dei futuri Romani si ebbero già con lo sbarco dei troiani sui lidi laziali; Clauso, il giovane principe e condottiero dei Sabini (nonché capostipite della futura gens Claudia), appoggiò Turno, re dei Rutuli, nella lotta contro i troiani di Enea.
Le fonti storiche raccontano un episodio immediatamente dopo la fondazione di Roma,  il Ratto delle sabine, successo probabilmente a Crustumerium, nella Valle del Tevere, causa della successiva Battaglia del lago Curzio, conclusasi con la pace ratificata dai rispettivi re, Romolo e Tito Tazio, (che regnarono congiuntamente per cinque anni sulla città) e con l'insediamento dei Curensi Sabini sul colle Quirinale.
Che a Roma, nei primi tempi della sua storia, si sia realizzata la fusione di elementi Sabini e Latini sarebbe attestato anche dall'origine sabina di due dei primi quattro re di Roma, Numa Pompilio e Anco Marzio, come pure dal nome dei Tities, attribuito ad una delle tribù originarie, sulla base delle quali lo stesso Romolo operò la prima suddivisione politica della città.
Anche il nome di alcune delle più antiche gens romane, come la gens Curtia, la gens Pompilia, la gens Marcia e la gens Claudia, attesterebbe questa comunanza storica.
Tra le conseguenze dell'associazione dei Curensi Sabini a Roma si ebbe il raddoppio degli effettivi dell'esercito romano, che con l'apporto Sabino arrivò a contare 6.000 fanti e 600 cavalieri.; lo stesso avvenne per i patres, quando ai 100 romani furono affiancati 100 patres sabini,. Inoltre Romolo decise di adottare lo scudo di tipo sabino, abbandonando il precedente di tipo argivo e modificando le precedenti armature romane.
Nonostante i Curensi Sabini di Tito Tazio e i romani si fossero uniti all'interno delle stesse mura, nel corso dei secoli rimasero forti i conflitti tra Romani e Sabini; solo l'abilità militare del re Tarquinio Prisco permise ai romani di respingere l'attacco dei Sabini, dopo sanguinosi combattimenti nelle strade della città, fino a ribaltare le sorti della guerra, portando non pochi territori di queste genti vinte ai possedimenti di Roma. Peraltro, la politica di espansione romana a danno dei popoli vicini continuò anche sotto il regno di Servio Tullio, quando si registrarono molti altri scontri tra romani e sabini.
È del 504 a.C., quindi all'inizio dell'età repubblicana, la decisione di Attius Clausus di lasciare la Sabina per entrare a Roma, con tutti i suoi oltre 5.000 clientes. Per questa azione Attius Clausus (il cui nome latinizzato era Appius Claudius Sabinus Inregillensis) e i suoi clienti ottennero la cittadinanza romana, oltre alla proprietà di terre sulla sponda opposta del fiume Anio. Tutto il gruppo di Attius, con altri Sabini che li raggiunsero alla spicciolata, divenne noto come "Tribù antica Claudia". Inoltre Attius Clausus ottenne il rango di senatore, con cui esercitò una notevole influenza nella sua nuova patria. Nello stesso anno, il celebre Publio Valerio Publicola, l'amico del popolo e sabino di origine, ottenne il trionfo per aver sconfitto i Sabini.

#### Dal V al III secolo a.C.
I Sabini, rimasti negli antichi luoghi di origine, continuarono nel V secolo a.C. la loro pressione sul Lazio, con altre infiltrazioni nella zona tra il Tevere e l'Aniene, sia provando ad approfittare dei momenti di difficoltà di Roma, sia alleandosi alle altre popolazioni italiche in lotta contro Roma. Nel 503 a.C., secondo i Fasti triumphales, al console romano Publio Postumio Tuberto venne tributata un'ovazione per festeggiare una sua vittoria contro i Sabini.
Nel 494 a.C. i Sabini furono sconfitti dai Romani condotti dal dittatore Manio Valerio Voluso Massimo, che per questa vittoria ottenne il trionfo, decretato dal Senato romano. Nel 475 a.C. i Sabini si allearono con i Veienti, che pochi anni prima avevano sconfitto i Fabii nella Battaglia del Cremera. La battaglia di Veio che ne scaturì, vide però la vittoria dei Romani guidati dal console Marco Furio Camillo..
Nel 468 a.C. i Sabini saccheggiarono duramente i territori di Crustumerium, arrivando fin sotto porta Collina a Roma. In risposta all'attacco dei Sabini, i romani condotti dal console Quinto Servilio Prisco risposero con una spedizione che devastò il territorio sabino e riportò un bottino ancora maggiore di quello conquistato dai Sabini.
Nel 449 a.C. al console Marco Orazio Barbato fu decretato il trionfo (il primo in assoluto nell'antica Roma), per essere riuscito finalmente a sopraffare l'esercito sabino.
Nel 290 a.C., dopo aver avuto ragione dell'ultima resistenza dei Sanniti, l'esercito romano, guidato dal console Manio Curio Dentato, si rivolse contro i Sabini, per portare a termine il disegno di espansione dello Stato romano verso la costa adriatica, al fine di impedire per il futuro i collegamenti fra i popoli a nord della penisola e quelli al sud, il che aveva consentito la formazione della lega gallo-etrusco-italica, che creò non pochi problemi a Roma.
Curio Dentato si spinse in profondità nel territorio dei Sabini fra la Nera, l'Aniene e le fonti del Velino giungendo fino al Mare Adriatico. Ampi territori nella pianura di Reate e Amiternum furono confiscati e distribuiti a romani, mentre alle popolazioni locali fu offerto la cittadinanza romana senza diritti civili, la civitas sine suffragio. A questo punto l'assimilazione dei Sabini fu molto rapida, tanto che nel 268 a.C. ai Sabini fu concessa la cittadinanza romana con l'inclusione in due nuove tribù, la Quirina e la Velina.

## Società
Diverse gens ricordate dallo storico Tito Livio tra le gentes originarie, avrebbero un'origine sabina:
- la gens Valeria (nomen: Valerius), che avrebbe avuto come capostipite un Volusus o Valesus, che sarebbe venuto dalla Sabina a Roma assieme a Tito Tazio.[37]
- la gens Claudia, che avrebbe avuto come capostipite il leggendario Clauso, alleato di Turno nello scontro con i troiani di Enea;[21]
- gens Hostilia, che avrebbe avuto come capostipite Osto Ostilio, compagno di Romolo e nonno di Tullio Ostilio;[38]

Altre antiche gentes di origine sabina sono le seguenti:
- Pompilia, a cui appartenne Numa Pompilio, secondo re di Roma.
- Marcia, a cui appartenne Anco Marzio, quarto re di Roma.

Le donne sabine erano reputate modello di onestà e prudenza, così come cita Orazio, negli Epodi.

### Città
Secondo Catone, Testrina era il più antico luogo di origine dei Sabini presso Amiternum da cui si sono in un primo tempo allontanati verso occidente, occupando Cutiliae e Reate.

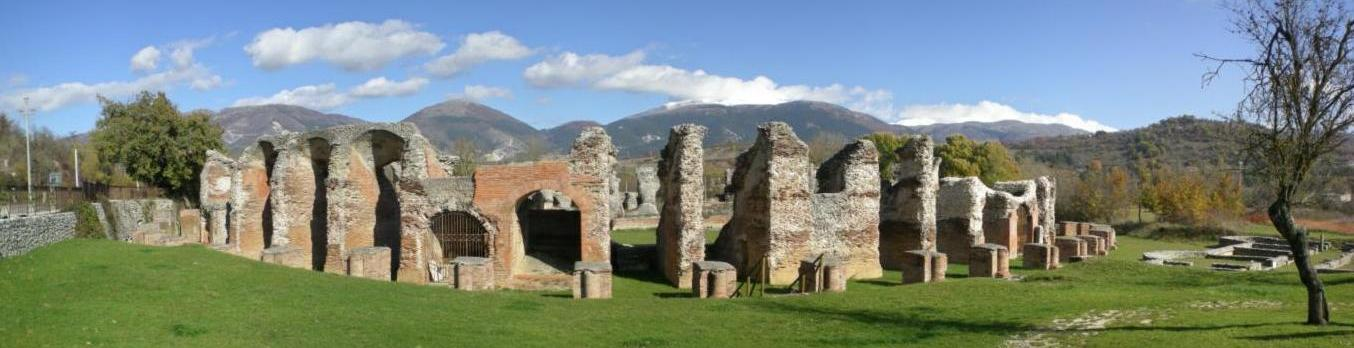
L'anfiteatro di Amiternum, città di origine sabina

Plinio il Vecchio ci fornisce una sorta di elenco di municipi assegnati alle tribu' sabine in epoca romana:
Se Plinio cita Nomentum tra le città Sabine, per Dionigi di Alicarnasso questa era una colonia di Albalonga, quindi latina.
Tra questi centri, il più importante è quello di Cures, dove risiedette Tito Tazio, e fu il luogo di origine di Numa Pompilio, il secondo re di Roma.
Sabina erano anche Amiternum, la cui fondazione è precedente a quella di Roma, e che rimase autonoma fino alla fine delle guerre sannitiche, e Antemnae, presa dai romani guidati da Romolo, a seguito dell'episodio del ratto delle Sabine. probabilemete avvenuto a Crustumerium.
Sabina divenne anche Lista, dopo che questa fu conquista agli Aborigeni, che più volte tentarono di riconquistare la propria capitale, senza mai riuscirvi.
Per quanto riguarda Caenina, una delle prime città conquistate da Romolo in seguito alle guerre causate dal Ratto delle Sabine, gli autori classici non sono concordi se fu una città o dei sabini dei latini, o che fosse una colonia di Alba Longa.

## Religione
La divinità principale dei sabini era la dea Vacuna, identificata come la divinità dei campi e della natura e personificazione della Vittoria.

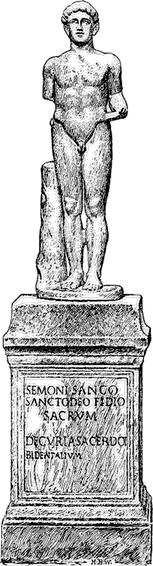
Statua di Sanco dal santuario sul Quirinale

Al re sabino Tito Tazio originario di Cures Sabini, o comunque all'epoca in cui il colle del Quirinale era abitato dai Sabini sono riferiti tutta una serie di culti e festività religiose, poi assunte dai romani che si definivano Quiriti.
Tra questi:
- i Sodales Titii, creati per preservare i riti sabini[43], o per un'altra versione, da Romolo per tramandare il culto di Tito Tazio divinizzato;[44]
- il culto di Quirino di origine sabina prima, poi assunto dai romani, a cui il primo tempio fu eretto sul colle del Quirinale;[senza fonte]
- il culto di Flora, la dea romana della fioritura dei cereali[45] e delle altre piante utili all'alimentazione, come anche quello di Opi, divinità della Terra e dell'Abbondanza, fu introdotto a Roma da Tito Tazio.[46] A Flora fu dedicato un tempio edificato sul Quirinale, fornendo un ulteriore elemento sulla storicità della presenza dei Sabini a Roma;
- la fondazione del Santuario di Semo Sancus Dius Fidius dedicato al dio sabino Sanco, protettore dei giuramenti;
- il culto di Luna, una delle 12 divinità vitali per l'agricoltura;[47]

Il santuario dedicato a Feronia di Lucus Feroniae, al confine tra i territori dei Latini, Capenati e Sabini, fu frequentato dai Sabini fino al tempo di Tullo Ostilio.
Di origine sabina sono i Ludi Saeculares, una celebrazione religiosa, che comportava sacrifici e spettacoli teatrali, tenuti nell'antica Roma per tre giorni e tre notti che delimitava la fine di un saeculum (secolo) e l'inizio del successivo. Secondo la mitologia romana, i Ludi Saeculares ebbero origine da Valesius, antenato della Gens Valeria, gens di origine sabina che per primo compì i rituali della celebrazione, per la miracolosa guarigione dei propri figli.
Strenia, simbolo del nuovo anno, di prosperità e buona fortuna, e Vitula, dea della gioia, erano di origine sabina. Presso i Sabini, poi, è attestato il culto del dio Poemonio, citato nella Pietra di Scoppito, affine a quello di Pomona, dea romana dei frutti (Patrona pomorum, "signora dei frutti").

## Lingua
La lingua sabina era una varietà dialettale della lingua osca, nel I millennio a.C. classificata tra i dialetti sabellici, scritta in alfabeto greco arcaico.
Di questa lingua non si hanno quasi documenti epigrafici, e quei pochi giunti fino ai giorni nostri sono scarsissimi. 
Fu una delle prime lingue italiche ad essere assorbita dal Latino, a seguito dell'assorbimento delle popolazioni Sabine nello stato romano, nel primo periodo della repubblica romana. Già al tempo di Varrone, prima metà del I secolo a.C., il sabino s'era assai latinizzato.